# Jacob Quensel (jurist)
Jacob Andreas Christopher Quensel, född 22 mars 1809, död 27 juni 1890, var en svensk jurist.
Quensel gick i skolan i Malmö och blev därefter student vid Lunds universitet. Han blev auskultant i Svea hovrätt 1829, fiskal 1837 och assessor 1841. Quensel utsågs till revisionssekreterare 1846 och därefter till byråchef i Justitiestatsexpeditionen 1850 och expeditionschef där 1852. Åren 1848–1851 var han arbetande ledamot av lagberedningen. Han var justitieråd 1853–1875. Quensel promoverades till juris hedersdoktor vid Uppsala universitets jubelfest 1877. Han blev kommendör med stora korset av Nordstjärneorden 1869.
Jacob Quensel var son till landskamreraren Eberhard Quensel och blev far till justitierådet Eberhard Quensel. Han är begraven på Solna kyrkogård.